# Ligia dioscorides
Ligia dioscorides es una especie de crustáceo isópodo terrestre de la familia Ligiidae.

## Distribución geográfica
Es endémica del archipiélago de Socotra.